# Telegraphen Union
La Telegraphen Union (TU) était avec l'Agence Continentale l'une des deux principales agences de presse en Allemagne pendant l’entre-deux-guerres.

## Histoire
La Telegraphen Union a été créé en 1913 puis acquise en 1916 par le Trust Hugenberg d'Alfred Hugenberg (1865–1951) qui la met au service de son groupe de médias comptant 1 600 journaux, soit environ un quart de la presse allemande. Dirigée à partir de 1921 par Otto Mejer, elle a pour rédacteur en chef August Franz Anton Hans Fritsch, ex-directeur du Welpolitische Rundschau, qui après 1933 deviendra membre du parti nazi, responsable d'une société de radio.
Placée sous le contrôle direct de Joseph Goebbels, ministre de la Propagande du gouvernement dirigé par Adolf Hitler, la Telegraphen Union fonctionnait avec un système de 2000 correspondants, dont les envois étaient édités par 90 journalistes au siège de l'entreprise à Berlin.
Après le décret du 28 février 1933, qui autorise la suspension de titres de presse, la Telegraphen Union fusionna à la fin de novembre 1934 avec l'Agence Continentale pour former le Deutsches Nachrichtenburo (DNB), une société privée mais contrôlée par des proches d'Adolph Hitler, qui sera elle aussi dirigée par Otto Mejer. Au même moment, la maison d'édition du parti nazi, l'Eher Verlag prend la majorité du capital dans de nombreux quotidiens, 55 en 1933 puis 27 autres en 1934.
- Kurt Hirsch:  1914 - 1921
- Carl Cremer: 1921 - 1924
- Paul von Falkenried: 1920 - 1922
- Otto Mejer: 1922 - 1933